# Jewgienij Abałakow
Jewgienij Michajłowicz Abałakow, (ros.) Евгений Михайлович Абалаков (ur. 4 lutego?/17 lutego 1907, zm. 24 marca 1948) – radziecki alpinista, jeden z pierwszych zdobywców szczytów Kaukazu. 
W 1933 jako pierwszy wszedł na Pik Stalina (obecnie Szczyt Ismaila Samaniego) - najwyższy szczyt na terenie ZSRR.
Alpinizm uprawiał z bratem Witalijem Abałakowem.
Pochowany na Cmentarzu Nowodziewiczym w Moskwie.